# Złotka lnicowa
Złotka lnicowa (Chrysolina sanguinolenta) – gatunek chrząszcza z rodziny stonkowatych.

## Zasięg występowania
Występuje w południowej i środkowej Europie na północy po Wielką Brytanię, Danię i południową Skandynawię oraz w Azji przez Syberię po Mongolię.
W Polsce spotykana w całym kraju z wyjątkiem wyższych partii gór.

## Budowa ciała
Osiąga 6–9 mm długości. Pokrywy skrzydeł dość płytko punktowane. Ubarwienie całego ciała czarne z wyjątkiem czerwonego obrzeżenia pokryw.

## Biologia i ekologia
Występuje na terenach otwartych – łąkach, nieużytkach, polanach, polach, przydrożach oraz na terenach piaszczystych – zwykle w pobliżu zbiorników wodnych. Fitofag, larwy żerują na roślinach z rodzaju lnica Linaria. Imago spotyka się od marca do października.